# Смоленская церковь (Симбирск)
Церковь Смоленской иконы Божией Матери — утраченная православная церковь Симбирской епархии в городе Ульяновске. Построена в 1751 году. Разрушена коммунистами в 1932 году.

## История

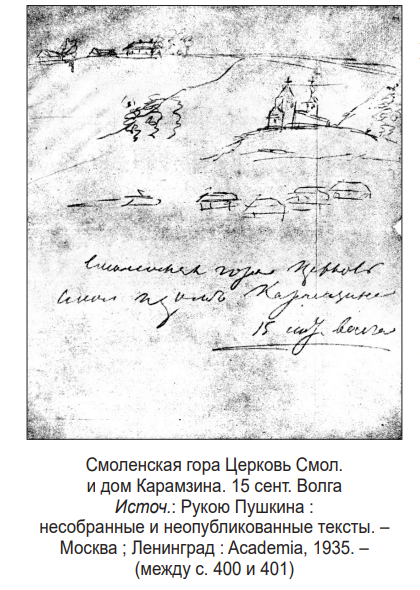
Вид на Смоленскую церковь, рисунок А. С. Пушкина (15.09.1833).

До основания города Симбирск в 1648 году на берегу Волги основалась рыбная слободка, называвшаяся «Симбирской». К середине XVII века православное население этой слободки уже имело Соборную церковь Смоленской Богородицы. Первоначальная церковь была скитскою или пустынскою и принадлежала Успенскому монастырю, построенная игуменом Успенского монастыря Макарием. Во время осады Симбирска и сражений с войсками Степана Разина крепость города и Смоленская церковь уцелели. В 1674 году, после сооружения Успенской церкви и восстановления Успенского монастыря, Смоленская церковь отделилась от монастыря и превратилась в приходскую.
В 1751 году купцом Иоанном Иоанновичем Воронцовым был пристроен тёплый храм.
В 1764 году, после упразднения Симбирской Соловецкой пустыни, церковь во имя свв. преп. Зосимы и Савватия вместе с иконами и утварью была перевезена к Смоленской церкви, где долгое время хранился деревянный храмозданный крест с надписью: «освятися жертвенник... во храме преподобных отец наших Зосимы и Савватия Соловецких чудотворцев при державе... Императрицы Елизаветы Петровны... по благословению Преосвяшеннаго Луки, Епископа Казанскаго и Свияжскаго, в лето мироздания 7251 (1743) июля 2-го», а также несколько пустынских икон: Смоленской Божией Матери, свв. преп. Зосимы и Савватия Соловецких Чудотворцев и св. Иоанна Предтечи.
В сентябре 1833 г. Александр Сергеевич Пушкин сделал набросок Смоленской церкви и косогора с домом Карамзиных, когда ему пришлось ожидать переправу через Волгу.
До 1849 года к приходу церкви принадлежали заволжские слободы Канава и Часовня.
На 1900 год храм разделялся на две половины: восточную холодную и западную тёплую. Престолов два: в холодном храм — в честь Смоленской иконы Божией Матери, а в тёплом — во имя преподобных Зосимы и Савватия, Соловецкий Чудотворцев. Причт состоял из священника и псаломщика; квартиры для них в церковном доме.
В 1913 году храм сильно пострадал во время оползня. В 1914 году было принято решение о строительстве новой Смоленской церкви и дома причта выше прежних по склону, через дорогу. В 1915 году тщанием Строительного комитета и прихожан была построена деревянная церковь. В 1927-1929 гг. церковь в связи с её аварийным состоянием (трещины в стенах) периодически закрывалась. В апреле 1930 г. церковь ещё функционировала, относилась к григорианскому расколу ВВЦС (Временный Высший Церковный Совет). В июне 1930 г. были сняты и изъяты колокола общим весом 144 пуда 17 фунтов. 15 февраля 1932 г. Смоленская церковь была закрыта, а её здание передано администрации Захарьевских рудников (ныне Сланцевый Рудник) под школу для детей горняков. После 1932 года Смоленская церковь была полностью разобрана.

## Приписные храмы
К церкви были приписаны две часовни: на подгорном Смоленском кладбище и на набережной р. Волги.

## Святыни
В церкви хранился чтимый Смоленский образ Божией Матери.

## Духовенство
- священник Алексей Петров (в 1820-х гг.)[13];
- диакон Иннокентий Петрович Любимов (с 1837 по 1840, затем переведён в Казанско-Богородицкую церковь с. Никольское-на-Черемшане)[14];
- священник Александр Михайлович Керенский (с 16.01.1881 года, переведён из Свято-Троицкого собора (Барыш), в 1897 году был переведён к Спасской церкви Симбирского Спасского женского монастыря; родной брат Ф. М. Керенского, родной дядя А. Ф. Керенского)[15][16][17][18];

## Описание
Церковь в длину была 20 сажень, в ширину 4 сажени, в высоту до креста 15 сажень. Алтарь в холодной церкви имел длину от царских ворот до горнего места 10 аршин, в ширину 8 аршин. Алтарь в тёплой церкви имел длину от царских ворот до горного места 6 аршин, в ширину 10 аршин. Среднее отделение в холодной церкви длиною от царских ворот до арки 12 1/2 аршин, в ширину 10 аршин. Трапезная в холодной церкви длиною от арки до западной стены 10 аршин, в ширину 9 1/2 аршин. Трапезная в теплой церкви от арки до западной стены длиною 6 аршин, шириною 10 аршин. Крыльцо или паперть перед входом в тёплую церковь длиною 4 аршина, шириною 6 1/2 аршин. Крыльцо с левой стороны перед входом в холодную церковь длиною 19 1/2 аршин, шириною 3 аршина. Крыльцо по правую сторону холодной церкви длиною 4 аршина, шириною 3 1/2 аршина.

## Галерея

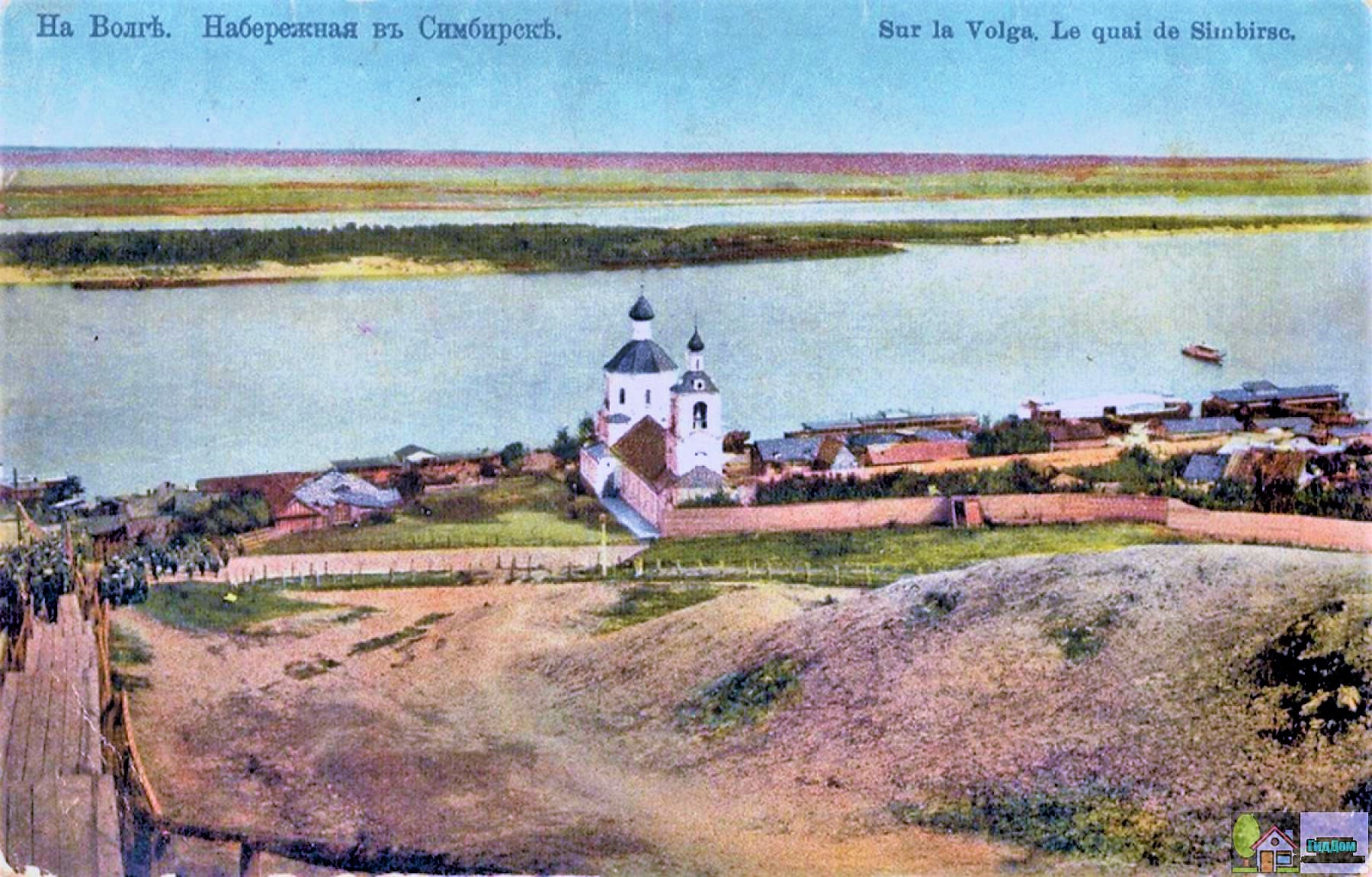
Вид на Волгу, Смоленский спуск и Смоленскую церковь, 1900-е гг.
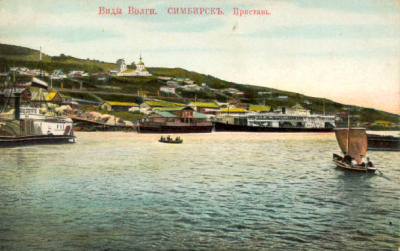
Симбирск на открытке 1890 г. — вид на пристани и Смоленскую церковь.
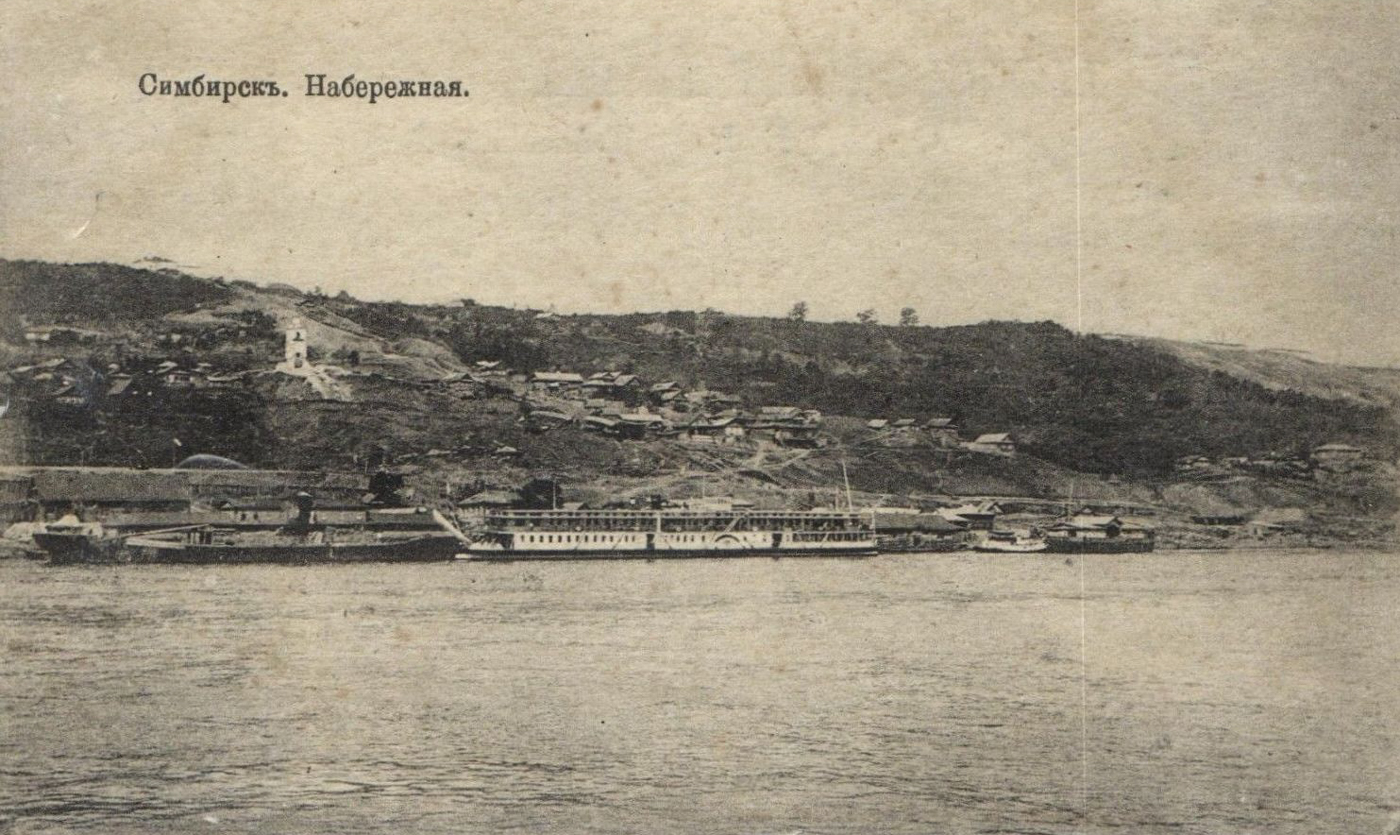
Вид на набережную и Смоленскую церковь (Симбирск, открытка, 1910).
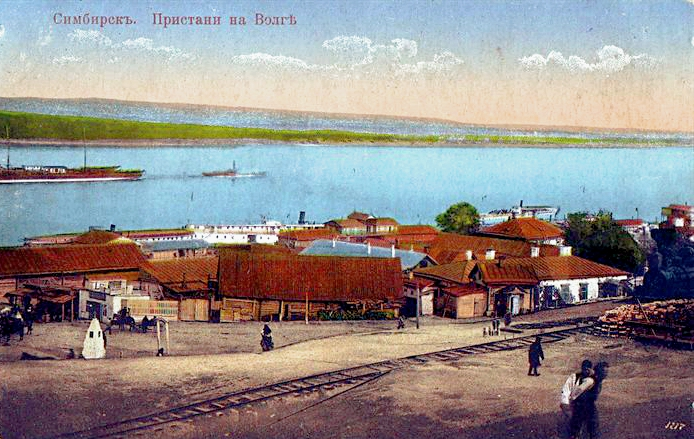
Симбирск. Открытка 1900 года. Пристани на Волге и приписаная часовня.